# تارین ساوترن
تارین ساوترن (انگلیسی: Taryn Southern؛ زادهٔ ۱۶ ژوئیهٔ ۱۹۸۶) هنرپیشه و خواننده اهل ایالات متحده آمریکا است.
از فیلم‌ها یا برنامه‌های تلویزیونی که او در آن نقش داشته‌، می‌توان به نبرد در لس‌آنجلس اشاره کرد.